# Dubiecko
Dubiecko è un comune rurale polacco del distretto di Przemyśl, nel voivodato della Precarpazia.
Ricopre una superficie di 154,26 km² e nel 2004 contava 9 521 abitanti.